# 十二支

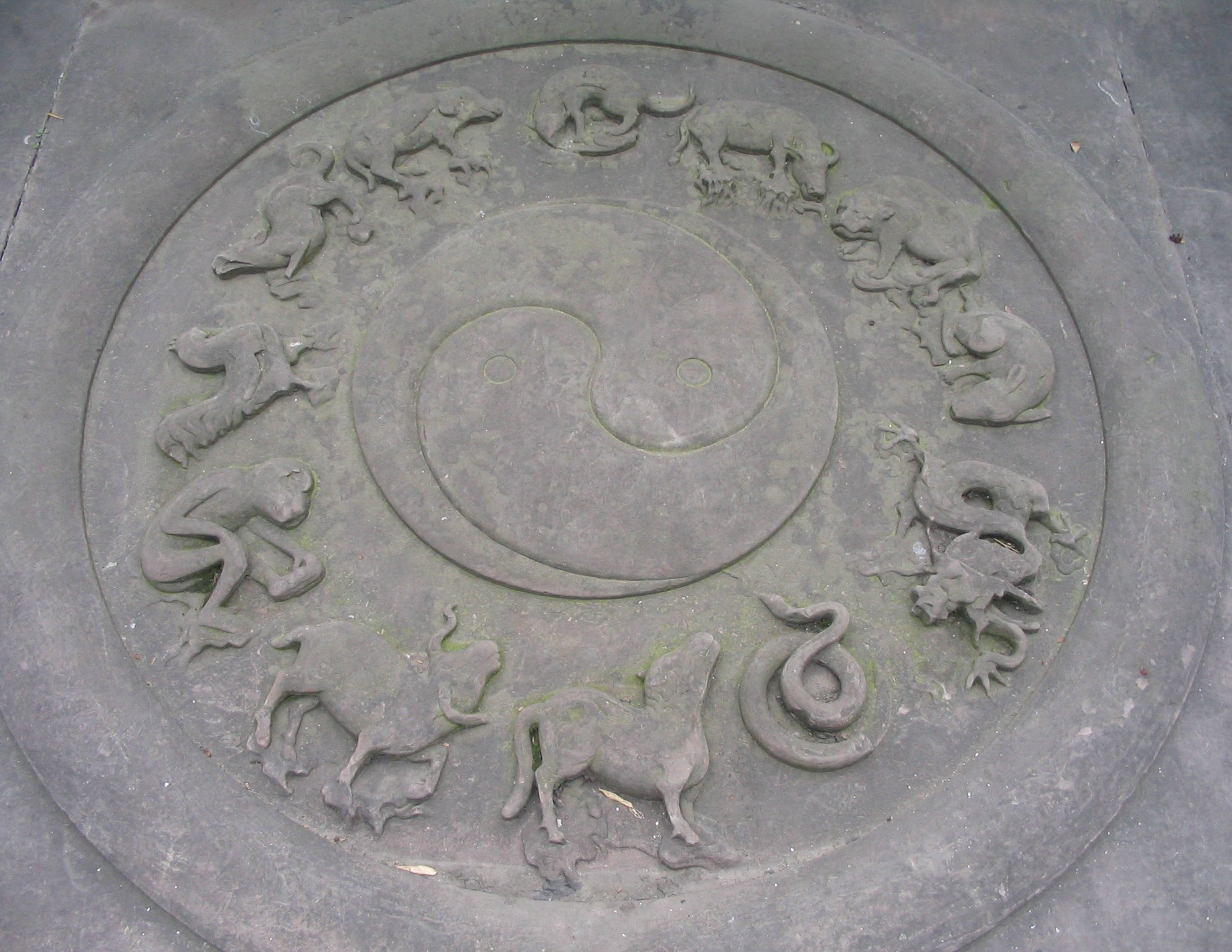
十二支と太極の彫刻。上の子から時計回りに下が午。

十二支（じゅうにし）とは、「子・丑・寅・卯・辰・巳・午・未・申・酉・戌・亥」の総称であり、それぞれ音訓2通りの読み方がある。（下表参照）
中国発祥で東アジアに広く存在している概念であり、十干を「天干」という言い方に対して、十二支を「地支（ちし）」ともいう。

## 起源
紀元前16世紀の殷の時代に日付の呼び名に用いられ始め、戦国時代には年、月、時刻、方位の表現に使用された。また秦の時代までには十二支に動物が対応した。戦国時代に作られた陰陽五行説よりもはるかに古い起源をもつので、陰陽五行説による説明は後付けであり、占いの道具としての設定にすぎない。また十二支を生命消長の循環過程とする説もあるが、これは干支を幹枝と解釈したため生じた植物の連想と、同音漢字を利用した一般的な語源俗解手法による後漢時代の解釈であって、ともに学問的な意味はない。

## 種類
十二支は、「子・丑・寅・卯・辰・巳・午・未・申・酉・戌・亥」の12種類からなっている。
西暦2025年の十二支は巳である。

## 十二支

### 各国での名称
| 十二支 | 日本語                | 日本語 | 中国語 | 広東語 | 台湾語 | 韓国語    | ベトナム語 | 植物的解釈 |
| 十二支 | 音読み                | 訓読み | 拼音   | 粤拼   | 白話字 | ハングル  | 字国語     | 植物的解釈 |
| ------ | --------------------- | ------ | ------ | ------ | ------ | --------- | ---------- | --- |
| 子     | シ（漢・呉）          | ね     | zǐ     | zi2    | chú    | 자 (ja)   | tý         | 「孳」（し：「ふえる」の意味）。 新しい生命が種子の中に萌し始める状態を表しているとされる。                                                                                                 |
| 丑     | チュウ（チウ/漢・呉） | うし   | chǒu   | cau2   | thiú   | 축 (chuk) | sửu        | 「紐」（ちゅう：「ひも」「からむ」の意味）。 芽が種子の中に生じてまだ伸びることができない状態を表しているとされ、 指をかぎ型に曲げて糸を撚ったり編んだりする象形ともされる。                |
| 寅     | イン（漢・呉）        | とら   | yín    | jan4   | în     | 인 (in)   | dần        | 「螾」（いん：「動く」の意味）。 春が来て草木が生ずる状態を表しているとされる。 |
| 卯     | ボウ（バウ/漢）       | う     | mǎo    | maau5  | báu    | 묘 (myo)  | mão/mẹo    | 「冒」、『史記』律書によると「茂」（ぼう：「しげる」の意味）。 草木が地面を蔽うようになった状態を表しているとされる。                                                                       |
| 辰     | シン（漢）            | たつ   | chén   | san4   | sîn    | 진 (jin)  | thìn       | 「振」（しん：「ふるう」「ととのう」の意味）。 草木の形が整った状態を表しているとされる。                                                                                                   |
| 巳     | シ（漢・呉）          | み     | sì     | zi6    | chī    | 사 (sa)   | tỵ         | 「已」（い：「止む」の意味）。 草木の成長が極限に達した状態を表しているとされる。 |
| 午     | ゴ（漢・呉）          | うま   | wǔ     | ng5    | ngó͘    | 오 (o)    | ngọ        | 「忤」（ご：「つきあたる」「さからう」の意味）。 草木の成長が極限を過ぎ、衰えの兆しを見せ始めた状態を表しているとされる。                                                                   |
| 未     | ビ（漢）              | ひつじ | wèi    | mei6   | bī     | 미 (mi)   | mùi        | 「昧」（まい：「暗い」の意味）。 植物が鬱蒼と茂って暗く覆う状態を表しているとされる。 『説文解字』によると「味」（み：「あじ」の意味）。 果実が熟して滋味が生じた状態を表しているとされる。 |
| 申     | シン（漢・呉）        | さる   | shēn   | san1   | sin    | 신 (sin)  | thân       | 「呻」（しん：「うめく」の意味）。 果実が成熟して固まって行く状態を表しているとされる。 |
| 酉     | ユウ（イウ/漢・呉）   | とり   | yǒu    | jau5   | iú     | 유 (yu)   | dậu        | 「緧」（しゅう：「ちぢむ」の意味）。 果実が成熟の極限に達した状態を表しているとされる。 |
| 戌     | ジュツ（慣）          | いぬ   | xū     | seot1  | sut    | 술 (sul)  | tuất       | 「滅」（めつ：「ほろぶ」の意味）。 草木が枯れる状態を表しているとされる。 |
| 亥     | ガイ（呉）            | い     | hài    | hoi6   | hāi    | 해 (hae)  | hợi        | 「閡」（がい：「とざす」の意味）。 草木の生命力が種の中に閉じ込められた状態を表しているとされる。                                                                                           |

### 配当
| 西暦年を12で 割った余り | 十二支 | 十二生肖 | 十二時辰     | 十二時辰 | 十二辰 | 十二辰        | 方位   | 月 （新暦）                | 五行   | 陰陽 |
| 西暦年を12で 割った余り | 十二支 | 動物     | 時刻         | 名称     | 天区   | 天区          | 方位   | 月 （新暦）                | 五行   | 陰陽 |
| ----------------------- | ------ | -------- | ------------ | -------- | ------ | ------------- | ------ | -------------------------- | ------ | ---- |
| 0                       | 申     | 猿（猴） | 015:00-16:59 | 哺時     | 実沈   | 獅子宮 処女宮 | 西南西 | 0新暦8月上旬-新暦9月上旬   | 金     | 陽   |
| 1                       | 酉     | 鶏       | 017:00-18:59 | 日入     | 大梁   | 処女宮 天秤宮 | 西     | 0新暦9月上旬-新暦10月上旬  | 金     | 陰   |
| 2                       | 戌     | 犬（狗） | 019:00-20:59 | 黄昏     | 降婁   | 天秤宮 天蝎宮 | 西北西 | 0新暦10月上旬-新暦11月上旬 | 金・土 | 陽   |
| 3                       | 亥     | 豚（猪） | 021:00-22:59 | 人定     | 娵訾   | 天蝎宮 人馬宮 | 北北西 | 0新暦11月上旬-新暦12月上旬 | 水     | 陰   |
| 4                       | 子     | 鼠       | 023:00-0:59  | 夜半     | 玄枵   | 人馬宮 磨羯宮 | 北     | 0新暦12月上旬-新暦1月上旬  | 水     | 陽   |
| 5                       | 丑     | 牛       | 01:00-2:59   | 鶏鳴     | 星紀   | 磨羯宮 宝瓶宮 | 北北東 | 0新暦1月上旬-新暦2月上旬   | 水・土 | 陰   |
| 6                       | 寅     | 虎       | 03:00-4:59   | 平旦     | 析木   | 宝瓶宮 双魚宮 | 東北東 | 0新暦2月上旬-新暦3月上旬   | 木     | 陽   |
| 7                       | 卯     | 兎       | 05:00-6:59   | 日出     | 大火   | 双魚宮 白羊宮 | 東     | 0新暦3月上旬-新暦4月上旬   | 木     | 陰   |
| 8                       | 辰     | 龍       | 07:00-8:59   | 食時     | 寿星   | 白羊宮 金牛宮 | 東南東 | 0新暦4月上旬-新暦5月上旬   | 木・土 | 陽   |
| 9                       | 巳     | 蛇       | 09:00-10:59  | 隅中     | 鶉尾   | 金牛宮 双児宮 | 南南東 | 0新暦5月上旬-新暦6月上旬   | 火     | 陰   |
| 10                      | 午     | 馬       | 011:00-12:59 | 日中     | 鶉火   | 双児宮 巨蟹宮 | 南     | 0新暦6月上旬-新暦7月上旬   | 火     | 陽   |
| 11                      | 未     | 羊       | 013:00-14:59 | 日昳     | 鶉首   | 巨蟹宮 獅子宮 | 南南西 | 0新暦7月上旬-新暦8月上旬   | 火・土 | 陰   |

#### 備考
- 天区は十二次や十二宮と領域を同じくするが、逆方向に配されている。
- 生肖は、実物では亥に当てられる動物が中国ではブタ、日本ではイノシシと異なっている。また漢字では申に中国が「猴」、日本が「猿」を当てていて、戌に中国が「狗」、日本が「犬」を当てて異なっているが、意味はほぼ同じである。本来は、「猿」はテナガザルを、「猴」はマカク属のサルを表す文字であり、「犬」は「狗」以外のイヌを、「狗」は小型犬や子犬を表す漢字である。
- ベトナムにおいては卯年にあたる年が兎の年ではなく、猫の年となる[6]。
- 時刻の異称は『春秋左氏伝』杜預注による[7]。

## 概説

二十四方表

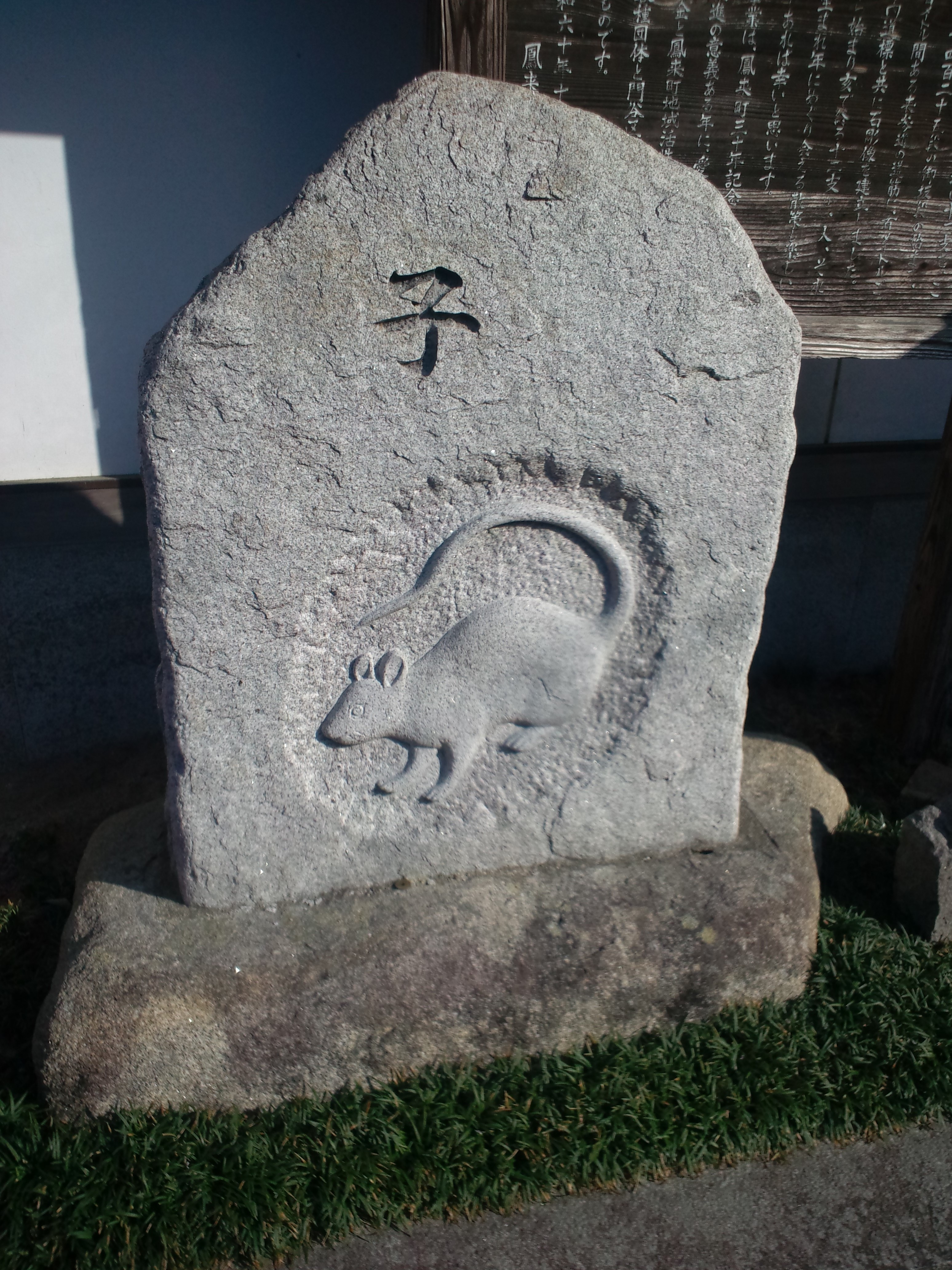
子の像（愛知県新城市・鳳来寺山）

十二支は古く殷の甲骨文では十干と組み合わされて日付を記録するのに利用されている。戦国以降、日だけでなく、年・月・時刻・方位の記述にも利用されるようになる。
戦国時代の中国天文学において天球の分割方法の一つであった十二辰は、天球を天の赤道帯に沿って東から西に12等分したもので、この名称には十二支が当てられた。また、木星が約12年で天球を西から東に1周することから、十二次という別の天球分割法における木星の位置が年の記述に利用されていたが、十二辰の方向と順序に対しては逆方向であるため、紀元前4世紀頃、十二辰の方向に合わせるべく木星とは1直径を境に逆回りに天球を巡る太歳という架空の星を考え、太歳の十二辰における位置で年を示す紀年法が使われるようになった。これが後漢以後に始まり現在まで使われている干支による紀年法の起源である。
12という数が1年の月数と同じであることから、月を表すのにも用いられるようになった。これを月建といい、建子（子月）の月は冬至を含む月となり、周暦の周正では1月、夏暦の夏正では11月、殷暦の殷正では12月に子月が置かれた（周正では冬至を新年とするため、1月に置かれた子月は新旧年どちらも含むことになる）。時刻（十二時辰）や方位の表示にも用いられるようになった。真夜中を「子の刻」「子夜」「正子」、真昼を「午の刻」「正午」、南北を結ぶ線つまり経線を「子午線」、東西を結ぶ線を「卯酉線」（局所的に緯線と一致するが、厳密には両者は別のもの）などと呼ぶのは、これに由来する。十二支の各文字の原意は不明である。一説に草木の成長における各相を象徴したものとされるがこれは漢代の字音による解釈説である（『漢書』律暦志）。また各十二支は12の動物でもある。
元々十二支は順序を表す記号であって動物とは本来は関係なく、後から割り振られたものという立場からはこの動物を十二生肖と呼ぶ。しかし日本では十二支という言葉自体で12の動物を指すことが多い。なぜ動物と組み合わせられたかについては、人々が暦を覚えやすくするために、身近な動物を割り当てたという説（後漢の王充『論衡』）や、バビロニア天文学の十二宮が後から伝播してきて十二支と結びついたという説がある。もともと動物を表していたという説では、バビロニアの十二宮が十二支そのものの起源だという説のほか、諸説がある。

## 日本における十二支

### 干支（十干と十二支）
十二支は古来、「甲子」「丙午」のように、十干と組み合わせて用いられてきた。字音から言えば、十干は「幹」、十二支は「枝」である。十干十二支を合わせたものを干支(「かんし」または「えと」)といい、干支（十干十二支）が一巡し起算点となった年の干支にふたたび戻ることを還暦という。
「えと」という呼称は本来、十干を「ひのえ」「ひのと」のように、兄（え）と弟（と）の組み合わせとして訓読したことに由来するが、今日では、「干支」（えと）と言えば十二支のことを指すことが多い。この逆転現象は、干支のうち、五行思想とともに忘れ去られつつある十干に対して、動物イメージを付与されることによって具体的で身近なイメージを獲得した十二支のみが、現代の文化の中にかろうじて生き残っている。

### 現代の十二支
今日の日本では十二支は、人々の生活との関わりが近世までと比べてずっと希薄になっている。十二支が十干のように忘れ去られずにいるのは、年賀状の図案にその年の十二支の動物が多用されていることと、人々がその生まれ年の干支によって、「○○年（どし）の生まれ」のように年齢を表現する習慣があること、からである。
また、十二支に因んで、年齢差などの表現方法として、12年（＝144箇月）をひと回りと呼ぶこともある。

### 古方位
東西南北の四方位が卯・酉・午・子に配当されるのに加えて、北東・南東・南西・北西はそれぞれ「うしとら」「たつみ」「ひつじさる」「いぬい」と呼ばれ、該当する八卦から、「艮」「巽」「坤」「乾」の字を当てる（→方位）。
北東を「鬼門」、南西を「裏鬼門」として忌むのは、日本独自の風習だが、（ウシのような）角をはやし、トラの皮のふんどしをしめた「鬼（オニ）」という妖怪のイメージは、この「うしとら」から来ていると思われる。
日本の城郭建築では、曲輪（郭）の四隅に隅櫓を築いて防御の拠点としたが、「巽櫓（辰巳櫓）」等のように、方角の名称を以て櫓に命名することが行われていた。現存建築としては高松城艮櫓（香川県高松市）、江戸城巽櫓（東京都千代田区）、明石城巽櫓・坤櫓、高崎城乾櫓等が存在している。
「辰巳芸者（巽芸者、たつみげいしゃ）」とは、深川仲町（辰巳の里）の芸者を指す。この地が江戸城の南東に位置したことから。日本橋葭町の人気芸者、菊弥が移り住んで店を構えたことに始まる。幕府公認の遊里ではないために、巽芸者は男名前を名乗り、男が着る羽織を身につけたため、羽織芸者、また、単に羽織とも呼ばれたが、鉄火で伝法、気風（きっぷ）がよくて粋であることで知られた。
船舶航行時に使われた「おもかじ」「とりかじ」という言葉は、「卯面梶」「酉梶」から来ているとする説もある。

## 十二生肖（動物）
十二生肖（じゅうにせいしょう）または十二属相（じゅうにぞくしょう）は十二支に鼠・牛・虎・兎・龍・蛇・馬・羊（山羊）・猿・鶏・犬・猪（豚）の十二の動物を当てたものである。
「酉」は漢字の読みとしては「とり」だが、意味は「にわとり」である。

## 十二支の相互関係

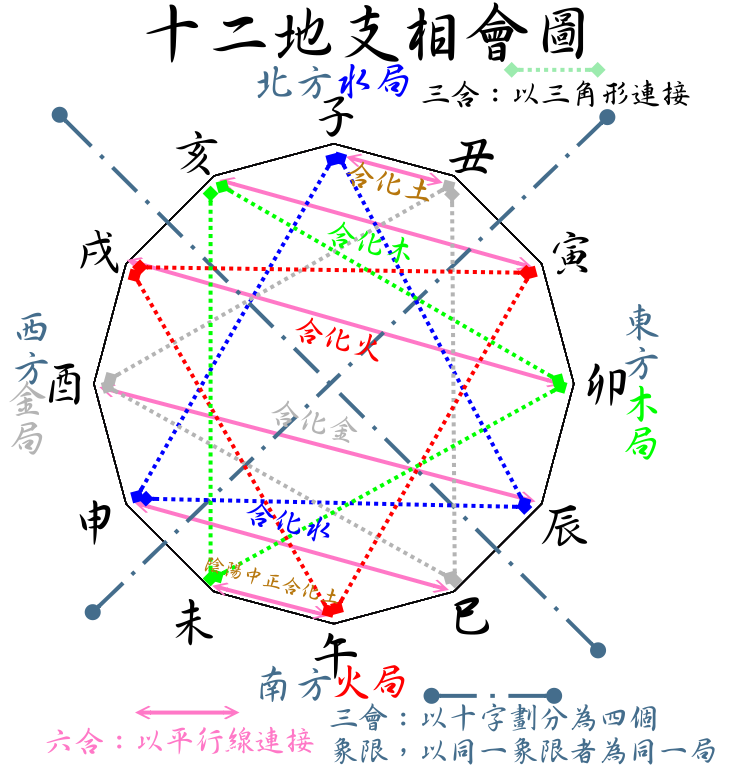
十二支相関図

十干の相互関係が干合だけであるのに対し、十二支の相互関係は複雑であり、十二支に中の3つが関係する相互関係、2つが関係する相互関係がある。本来は年、月、日、刻や方位などの間に生ずる十二支の関係について生じるものであり、単に生まれ年の十二支同士による対人関係をさすものではない。

### 三支の相互関係
3支の相互関係には、三合会局と三方合の2つがある。

#### 三合会局
十二支を円形に配置したとき、正三角形を構成する三支が全て揃うこと。仲春である卯を含む局は木局、仲夏である午を含む局は火局、仲秋の酉を含む局は金局、仲冬の子を含む局は水局と呼ばれる。局の五行は、各季節の中心である、卯、午、酉、子の五行と同じである。会局となる三支のうち2つが揃うことを会と呼ぶことがある。また三支が揃わなくても、各季節の中心の十二支と会となる十二支の2つが揃うことを半会と呼ぶ。会局が成立すると三支全ての五行が局の五行に変化するとされる。いずれも安定した吉の関係とされる。
| 四季 | 局の五行 | 十二支 |
| ---- | -------- | ------ |
| 春   | 木       | 亥卯未 |
| 夏   | 火       | 寅午戌 |
| 秋   | 金       | 巳酉丑 |
| 冬   | 水       | 申子辰 |

#### 三方合
東西南北の四方（つまり春夏秋冬の四季でもある）に対応する三支が全て揃うことであり、方合の三支が揃うと、全てが季節の五行に変化する。
| 四季 | 四方 | 十二支 |
| ---- | ---- | ------ |
| 春   | 東   | 寅卯辰 |
| 夏   | 南   | 巳午未 |
| 秋   | 西   | 申酉戌 |
| 冬   | 北   | 亥子丑 |

### 二支の相互関係

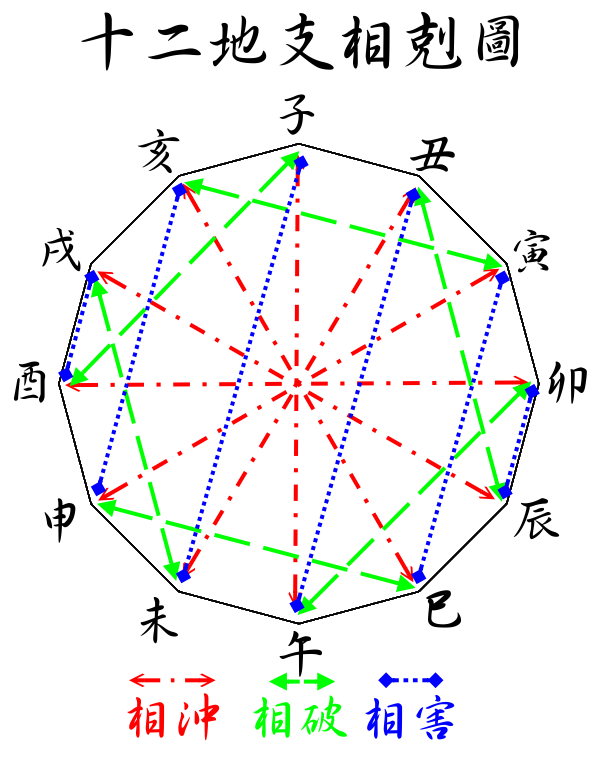
十二支相克図

二支の相互関係には、刑、沖（衝）、破、害、合（支合、六合）がある。刑は中でも特殊で、輪刑、朋刑、互刑、自刑がある。名前の通り傷付けあう関係である。沖（衝）は、真反対の方位に対応する十二支同志の関係で衝突の意味がある。破は軽い衝突の意味があり、俗に四悪十惑と呼ばれる陽支から数えて10番目、陰支から数えて4番目の十二支をいう。害は合と関係していて、合となる十二支の冲が害である。停滞を意味する。合は対応する黄道十二宮で支配星が同じとなる十二支同志の関係である。ただし午と未の合は異なっており、それぞれ支配星は太陽と月である。

#### 刑
1. 輪刑　寅が巳を、巳が申を、申が寅を刑する。持勢之刑ともよばれる。
2. 朋刑　丑が戌を、戌が未を、未が丑を刑する。無恩之刑ともよばれる。また同朋刑ともよばれる。
3. 互刑　子が卯を、卯が子を刑する。無礼之刑ともよばれる。
4. 自刑　辰が辰を、午が午を、酉が酉を、亥が亥を刑する。

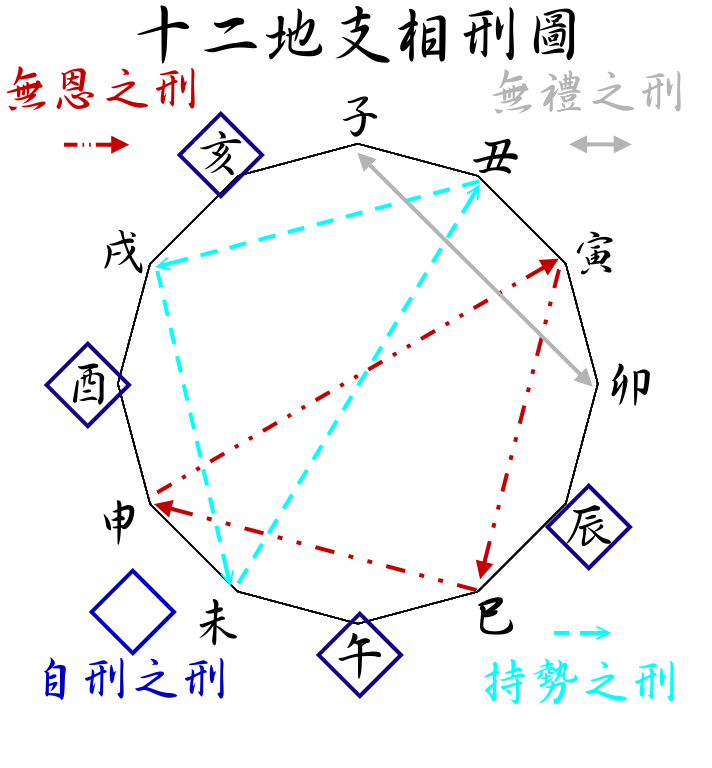
十二支相性（相刑）図

#### 沖（衝）、破、害、合（支合、六合）
| 十二支 | 沖（衝） | 破 | 害 | 合 |
| ------ | -------- | -- | -- | -- |
| 子     | 午       | 酉 | 未 | 丑 |
| 丑     | 未       | 辰 | 午 | 子 |
| 寅     | 申       | 亥 | 巳 | 亥 |
| 卯     | 酉       | 午 | 辰 | 戌 |
| 辰     | 戌       | 丑 | 卯 | 酉 |
| 巳     | 亥       | 申 | 寅 | 申 |
| 午     | 子       | 卯 | 丑 | 未 |
| 未     | 丑       | 戌 | 子 | 午 |
| 申     | 寅       | 巳 | 亥 | 巳 |
| 酉     | 卯       | 子 | 戌 | 辰 |
| 戌     | 辰       | 未 | 酉 | 卯 |
| 亥     | 巳       | 寅 | 申 | 寅 |

## 十二支をモチーフにした作品

### 物語
- アルナムの牙 獣族十二神徒伝説 - 獣族は十二支にちなんだ12の部族から成る。
- E.T.O. - 主人公を含む12人の忍は十二支にちなんだ「十二祇（ジュウニシ）」と呼ばれる。
- iS internal section - 12種類のショットに十二支の名前が付けられている。
- 恨み来、恋、恨み恋。 - 登場人物の姓がそれぞれ干支（もしくは、妖怪）にあやかっている。
- えとせとら - 登場する武器「干支銃」は十二支の動物の成分を込めて12種の弾を撃つ。
- えとたま - 十二支が萌え擬人化された上で「干支神」と呼ばれている。
- 大神 - 主人公の特株能力である13の筆しらべを司っている（猫も含む）。
- カードファイト!!ヴァンガード - 十二支の動物をモチーフとした「十二支刻獣」と呼ばれるカード群が存在する。
- グランブルーファンタジー - 十二支をモチーフにした、正月限定のキャラクターが登場する。
- 黒虎 - 徳川十二支神将という十二支と対応する武士と武家が存在し、その内の寅に対応する黒縞家の次男・虎鉄が主人公。
- 獣拳戦隊ゲキレンジャー - 終盤に登場する敵、幻獣拳の拳士達が十二支をモチーフにしたデザインになっている。
- 12支キッズのしかけえほん - 木村裕一（作）・ふくざわゆみこ（絵）の絵本。十二支の動物が通う幼稚園「じゅうにしえん」が舞台。
- 十二戦支 爆烈エトレンジャー - 十二支をモチーフにした主人公たちが大邪神バギからノベルワールドを救うべく立ち上がる。
- 十二大戦 - 十二年に一度、十二支の戦士が集い争う「大戦」を開き、勝利した者が願いを叶えられるという物語。
- 新空港占拠 - 作中に登場する武装集団「獣」のメンバーのコードネームが十二支の動物となっている。
- 新ビックリマン - 新界王（カーネルダース）：聖神ナディアから、次界の周辺に存在する12のエリア「ハートタンク」の統治を任されている12人の王。
- すもももももも 〜地上最強のヨメ〜 - 12種類の武術家の名前に十二支の動物が入っている。
- デジタルモンスター - 「十二神将（デーヴァ）」というデジモン達がそれぞれ十二支にあやかっている。アニメ『デジモンテイマーズ』では敵キャラクターとして登場。
- Twelve〜戦国封神伝〜 - 主人公達が保有する神器は、十二支の動物の精霊が転じたものである。
- どうしても干支にはいりたい - 干支のネズミが公園で出会った普通のネコを大好きになってしまい、何とか干支の仲間にしようとほかの干支の動物たちや神様にお願いして回る。
- TRIBAL 12 - 主人公達はそれぞれ十二支の動物に由来する能力を持っている。
- NINKU -忍空- - 主人公たち忍空使いの部隊長が干支忍と呼ばれ、十二支にあやかっている。
- NARUTO -ナルト- - 術を発動させる為に結ぶ印の形がそれぞれ十二支をモチーフとしている。また、火の国の大名を守護する為の精鋭部隊「守護忍十二支」が登場する。
- バトルスピリッツ - Xレアスピリット「十二神皇」が十二支にちなんでいる。アニメ『ダブルドライブ』では主要スピリットとして登場。
- HUNTER×HUNTER - 「ハンター十二支ん」というハンター協会の12人の最高幹部が登場。それぞれが外見・性格等を宛がわれた十二支の動物に合わせて改造しているが、一部例外もある。
- フルーツバスケット - 主要登場人物がそれぞれ十二支の物の怪に取り憑かれているという設定。
- ヘボット! - 十二支をモチーフとした「エトボキャボット」と呼ばれるキャラクターが登場する。
- Mr.FULLSWING - 主要登場人物がそれぞれ十二支にあやかっている。
- 遊☆戯☆王オフィシャルカードゲーム - 「十二獣」というカード群が存在する。
- 有言実行三姉妹シュシュトリアン - 1993年（酉年）が舞台。酉年の平和を守る任務を放棄した「お酉様」の代わりに1年間の平和を守る羽目になった三姉妹が主人公。
- 烈火の炎 - 作品中の武闘大会・裏武闘殺陣の審判達の名前が十二支にあやかっており、服装もそれぞれの動物を意識。

### 歌
- 『ね・うし・とら・う』
- 『十二支の歌』フジテレビ系『ひらけ!ポンキッキ』歌：くらっぷ
- 『エトはメリーゴーランド』NHK『みんなのうた』歌：田中星児、東京放送児童合唱団
- 『Zodiac Shit』フライング・ロータス[8]
- 『なかよし じゅうに エトセトラ』テレビせとうち『はっけん たいけん だいすき! しまじろう』歌：勝誠二、ひまわりキッズ
- 『十二支のタンゴ』NHK『コレナンデ商会』
- 『ANIMALS OF THE YEARS』NHK『えいごであそぼ with Orton』歌：戸田ダリオ

### 美術
- 円明園十二生肖獣首銅像 - 円明園に飾られていた12の獣首像。アロー戦争で散逸した。
- 中国自動車道 - 山口県内の区間に干支のイラストによるキロポストがある。
- 東京駅と武雄温泉 - 東京駅の南北の八角形大広間のドーム天井には、十二支の「八支」をモチーフに装飾したが、武雄温泉の楼門には他の４つの干支がある。